# Wapen van Drecht en Vecht

Het wapen van Drecht en Vecht

Het wapen van Drecht en Vecht werd op 11 februari 1982 per Koninklijk Besluit aan het Noord-Hollandse waterschap Drecht en Vecht toegekend. Het wapen werd tot 1991 gebruikt. In 1991 is het waterschap opgegaan in het waterschap Amstel en Vecht, dat een geheel nieuw wapen voerde.
Het wapen werd in 1980 aangevraagd na de vorming van het nieuwe waterschap een jaar eerder. Het wapen werd twee jaar later verleend. In 1980 werd een wapen aangevraagd met daarin krukkenvair, vergelijkbaar met het wapen van Woudsend. Dit wapen werd echter niet toegekend, omdat vóór de toekenning een nieuw waterschapsbestuur zitting nam dat andere ideeën had over het wapen. Het krukkenvair had symbool moeten staan voor de laagveenontginningen in het gebied en als herinnering aan de visserij moeten dienen.

## Blazoenering
De blazoenering van het wapen van Drecht en Vecht luidde als volgt:
In azuur twee golvende schuinbalken van zilver; een versmald schildhoofd, gekrukt in een rij van goud en sabel; een hartschild, gedwarsbalkt van acht stukken van goud en sabel, en over alles heen een schuinkruis, geschaakt van zilver en keel. Het schild gedekt met een gouden kroon van vijf bladeren en gehouden door twee aalscholvers van natuurlijke kleur, gebekt van goud.
Het wapen is blauw van kleur met daarop twee zilveren, gegolfde schuinbalken (lopend van heraldisch rechtsboven naar linksonder). Bovenin een versmald schildhoofd waarop een rij van gouden en zwarte krukken (T-vormen). In het midden van het schild een hartschild met vier gouden en vier zwarte dwarsbalken. Over deze dwarsbalken een zilver en rood geblokt schuinkruis. Op het schild een markiezenkroon en aan weerszijden van het schild een aalscholver van natuurlijke kleur als schildhouder. Beide hebben een gouden snavel.

## Symboliek
Op het wapen staat centraal het wapen van de heren van Amstel, dat als wapen door de Baronie IJsselstein werd gevoerd. Het wapen van de Utrechtse gemeente IJsselstein is hier eveneens op gebaseerd. Er is voor dit wapen gekozen omdat het gebied van de heren van Amstel in het gebied van Drecht en Vecht lag. Een deel van kasteel IJsselstein bestaat zelfs nog. Het staat in IJsselstein, dat in het werkgebied van het waterschap ligt.
De gegolfde schuinbalken staan symbool voor de twee rivieren in het gebied: de Drecht en de Vecht. De aalscholvers staan symbool voor het Naardermeer; in dat natuurmonument leeft een grote kolonie van de vogels.

## Vergelijkbare wapens

Het wapen van IJsselstein en de heren van Amstel
Het wapen van Bijlmer